# Tam Điệp (thị xã)
Tam Điệp is een thị xã in de Vietnamese provincie Ninh Bình. Tam Điệp telt naar schatting 54.800 inwoners.
Er zijn voornemens en onderzoeken gaande, om Tam Điệp te gaan opwaarderen. Anno 2012 is Tam Điệp nog een thị xã in klasse vier, maar na 2012 zou het klasse drie moeten worden, om na 2020 een thị xã klasse twee te worden.

## Bestuurlijke indeling
Als thị xã is Tam Điệp onderverdeeld meerdere phườngs en xã's.
- Phường Bắc Sơn
- Phường Nam Sơn
- Phường Tân Bình
- Phường Tây Sơn
- Phường Trung Sơn
- Xã Đông Sơn
- Xã Quang Sơn
- Xã Yên Bình
- Xã Yên Sơn